# 鲁捷
鲁捷（法語：Routier，法語發音：[ʁutje] ⓘ）是法国奥德省的一个市镇，位于该省中部偏西南，属于利穆区。

## 地理
鲁捷（43°6'28"N, 2°7'36"E）面积11.27 平方千米，位于法国奧克西塔尼大區奥德省，该省份为法国南部沿海省份，北起塔恩省，西北接上加龙省，西接阿列日省，南至东比利牛斯省，东临地中海，东北与埃罗省接壤。
与鲁捷接壤的市镇（或旧市镇、城区）包括：阿莱涅、贝尔韦兹迪拉泽斯、布吕盖罗勒、康比约尔、多纳扎克、洛拉盖勒、马尔维耶斯、波利涅。

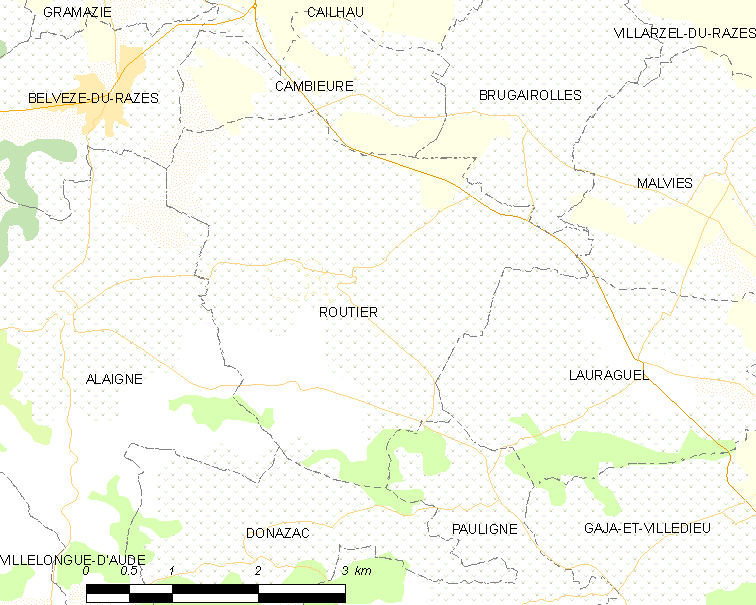
鲁捷的OSM定位图

鲁捷的时区为UTC+01:00、UTC+02:00（夏令时）。

## 行政
鲁捷的邮政编码为11240，INSEE市镇编码为11328。

## 政治
鲁捷所属的省级选区为拉皮耶日欧拉泽斯县。

## 人口

1962-2008年间鲁捷人口变化图示

鲁捷于2022年1月1日时的人口数量为234人。